# Hafliði Másson
Hafliði Másson, död 1130, var en isländsk hövding och lagsagoman.
Hafliði var medlem av det på 1117 års allting tillsatta utskott, som skulle låta uppteckna landets lagar och på samma gång ägde frihet att föreslå ändringar i dem (nýmæli). Arbetet utfördes under den följande vintern på Hafliðis gård (Breiðibolstaður i Vesturhópi, i norra delen av Island), varför denna äldsta laguppteckning, vilken omfattade kapitlet om dråp med mera och som upplästes och antogs i lagrätten på 1118 års ting, fick namnet Hafliðaskrá (skrá = skinnhandskrift). Den är känd även under namnet Bergþórslǫg efter Bergþór Hrafnsson. Sedermera gällde den som autentisk lagtext i motsats till andra "skrår". Hafliði är namnkunnig även genom sin strid med bonden Þorgils Oddason. Stridens fredliga slut tillskrevs prästernas bemedling.